# Gazella harmonae
Gazella harmonae es una especie extinta de gacela la cual existió en lo que ahora es Etiopía durante la época del Plioceno. Fue descrita por Denis Geraads, René Bobe y Kaye Reed en 2012. De un tamaño aproximado al de la actual gacela común, este animal es notable por sus inusuales cuernos con un núcleo óseo en espiral.